# Pericoma pseudocalcilega
Pericoma pseudocalcilega är en tvåvingeart som beskrevs av Krek 1972. Pericoma pseudocalcilega ingår i släktet Pericoma och familjen fjärilsmyggor. Inga underarter finns listade i Catalogue of Life.